# 佐藤詩音
佐藤 詩音（さとう しおん、2001年8月15日 - ）は、日本の元俳優で元子役。
千葉県出身。ケイエムシネマ企画所属。趣味・特技は、水泳、ボルダリング、空手、釣り、実験。

## 略歴
2009年、ゲンキッズからケイエムシネマ企画に移籍。同年に放送されたドラマ「アイシテル～海容～」では10歳の少年に殺害されてしまうという役柄の少年を演じて話題になった。
現在の活動は不明でありケイエムシネマからもプロフィールが削除されている。

## 出演

### テレビドラマ
- 上海タイフーン（2008年、NHK総合・BSハイビジョン） - 三井裕太 役
- 6時間後に君は死ぬ（2008年9月28日、WOWOW）
- 空飛ぶタイヤ 第1話、第4話・最終話（2009年3月29日、4月19日・26日、WOWOW） - 柚木貴史 役
- アイシテル〜海容〜（2009年4月15日 - 6月17日、日本テレビ） - 小沢清貴被害者 役
  - アイシテル〜絆〜（2011年9月21日）※回想
- 都市伝説セピア フクロウ男編（2009年7月26日、WOWOW） - 小学生 役
- 働くゴン!（2009年9月23日、日本テレビ） - 権俵春 役
- 世にも奇妙な物語 秋の特別編 「呪い裁判」（2009年10月5日、フジテレビ） - 守川佑樹 役
- 輪廻の雨（2010年1月4日、フジテレビ） - 三上修平（幼少） 役
- まっすぐな男（2010年1月 - 3月、関西テレビ） - 山崎亮介 役
- 赤かぶ検事京都篇 第1話（2010年1月13日、TBS） - 菊間英太郎 役
- 連続テレビ小説・ゲゲゲの女房（2010年、NHK） - 飯田俊文 役
- チェイス〜国税査察官〜 ゲスト（2010年、NHK総合）
- ABC創立60周年記念ドラマ 検事・鬼島平八郎 第1話（2010年10月22日、ABCテレビ・テレビ朝日系）
- 霊能力者 小田霧響子の嘘 第5霊（2010年11月7日、テレビ朝日） - 花村健也 役
- 金曜プレステージ 弁護士 朝吹里矢子（2010年12月10日、フジテレビ） - 北島浩 役
- LADY〜最後の犯罪プロファイル〜  Episode1（2011年1月7日、TBS） - 伊野充 役
- 土曜ワイド劇場 殺人予告（2011年1月29日、テレビ朝日）
- 風の少年〜尾崎豊 永遠の伝説〜（2011年3月21日、テレビ東京） - 尾崎豊（幼少） 役
- 熱中時代（2011年4月9日、日本テレビ） - 林進二 役
- 四つ葉神社ウラ稼業 失恋保険〜告らせ屋〜 第3話（2011年4月21日、読売テレビ） - 長塚馨（幼少）  役
- 南極大陸（2011年10月 - 12月、TBS） - 鮫島健太 役
- 水戸黄門第43部 第19話「難問ぞろいの算術対決 -前橋-」（2011年11月28日、TBS） - 直吉 役
- 開拓者たち（2012年1月1日 - 22日、NHK BSプレミアム（全4回版） / 3月17日 - 31日（全6回版、BSプレミアム先行放送） / 4月3日 - 5月8日、NHK総合（全6回版）)
- 最高の人生の終り方〜エンディングプランナー〜 第4話（2012年2月2日、TBS） - 岡部秀喜（少年期） 役
- 大河ドラマ・平清盛（2012年、NHK） - 今若丸 役
- 月曜ゴールデン 女取調官2（2012年2月20日、TBS） - 水木治人 役
- こだわり男とマルサの女〜宮本信子 天才との日々（2012年2月23日、NHK総合）
- ティーンコート 第10話・最終話（2012年3月13日・20日、日本テレビ） - 山田大輔 役
- ビギナーズ! 第1話（2012年7月12日、TBS） - 恩田雄一（幼少期） 役
- 償い 第2話・最終話（2012年11月24日・12月1日、NHK BSプレミアム） - 星野弘樹 役
- 新・御宿かわせみ（2013年5月6日、BSスカパー! / 9月16日、時代劇専門チャンネル）
- 斉藤さん2（2013年7月 - 9月、日本テレビ） - 桜田雄司 役
- 酔いどれ小籐次 第7話（2013年8月2日、NHK BSプレミアム）
- 長谷川町子物語〜サザエさんが生まれた日〜（2013年11月29日、フジテレビ） - 美術館に並ぶ男の子 役
- 水曜ミステリー9 特命おばさん検事! 花村絢乃の事件ファイル2（2014年2月5日、テレビ東京） - 田辺翔太 役
- 花咲くあした 第4話（2014年1月26日、NHK BSプレミアム） - 花咲大（幼少期） 役
- おやじの背中 第8話「駄菓子」（2014年8月31日、TBS）
- 流星ワゴン（2015年1月 - 3月、TBS） - 永田一雄（幼少期） 役
- 木曜時代劇 風の峠〜銀漢の賦〜 最終話（2015年2月19日、NHK総合） - 浅川惟孝 役
- 天使と悪魔-未解決事件匿名交渉課- 第2話（2015年4月17日、テレビ朝日） - 小久保草太 役
- エンジェル・ハート 第8話（2015年11月29日、日本テレビ） - カリート（少年期） 役

### バラエティ
- ほんとにあった怖い話（2010年・11年、フジテレビ）ほん怖クラブメンバー

### 映画
- イキガミ（2008年）
- 嘘つき女の明けない夜明け（2009年） - コウキ 役
- 仮面ライダーW FOREVER AtoZ/運命のガイアメモリ（2010年） - 英汰 役
- 武蔵野S町物語（2012年） - たかし / イタチ 役
- たしかなあしぶみ〜なかむらはるじ〜（2012年） - 中村春二（幼少期） 役
- すべては君に逢えたから（2013年） - 幸治のクラスメイト 役
- MONSTERZ モンスターズ（2014年） - “男”（少年時代） 役

### CM
- 政党イメージCM（2007年）
- アメリカンホームダイレクト（2007年）
- クラシアン（2007年）
- 丸美屋 釜めしの素-せかいいち編-（2007年）
- トヨタ自動車 「シエンタ」（2007年）
- 林原 トレハロース（2008年） -  トレハ星人役
- パナホーム（2008年）
- セブンイレブンポケモンスタンプラリー（2008年）
- 三ツ矢サイダー品質編（2009年）
- 日本航空 あの人が、動くとき。「コブクロ編」（2009年）
- 朝日生命 保険王プラス「保険王プラスのうた編」（2010年）
- サントリー ドラゴンクエストとろとろスライム「体あたり篇」（2010年）

### スチル
- 篠山紀信フォト写真集
- たまひよこっこクラブ（2002年12月号）
- デジタル素材集

### 舞台
- MEN&MAN 男たちのSADAME（2009年2月）

### VP
- 東京電力
- ジブラルタ生命保険
- プレデンシャル生命
- 佐川急便